# Sonia Bermúdez
Sonia Bermúdez Tribano, comunemente conosciuta come Sonia o Soni (Madrid, 15 novembre 1984), è un'ex calciatrice spagnola, di ruolo attaccante, selezionatrice della nazionale spagnola.
Alla guida della selezione under 19 ha conquistato i titoli europei 2023 e 2024

## Carriera

### Calciatrice

#### Nazionale
Bermúdez viene convocata nella nazionale spagnola under 19 debuttando in una competizione ufficiale UEFA il 17 febbraio 2002, nella partita pareggiata 2-2 contro le pari età della Norvegia in occasione del terzo turno di qualificazione dell'edizione 2003 del Campionato europeo di categoria. In incontri per i campionati UEFA con la maglia delle Furie rosse U19 totalizzerà 9 presenze realizzando 2 reti.
Nel 2008 viene selezionata per vestire la maglia della nazionale maggiore. Impiegata durante le qualificazioni all'Europeo 2009, durante il quale va a segno nelle partite contro Irlanda e Inghilterra.
Nel giugno 2013 il commissario tecnico della nazionale Ignacio Quereda la inserisce in rosa per Svezia 2013. Bermúdez gioca tutte le partite da titolare fino all'incontro perso 3-1 contro la Norvegia nei quarti di finale.
Viene nuovamente convocata alle partite di qualificazione ai Mondiali di Canada 2015 contribuendo ad ottenere al termine del torneo la storica qualificazione della Spagna a un Mondiale femminile.

## Palmarès

### Calciatrice

#### Club
- Campionato spagnolo: 9

Rayo Vallecano: 2008-2009, 2009-2010, 2010-2011
Barcellona: 2011-2012, 2012-2013, 2013-2014, 2014-2015
Atlético Madrid: 2016-2017, 2017-2018
- Coppa della Regina: 4

Rayo Vallecano: 2008
Barcellona: 2013, 2014
Atlético Madrid: 2016

#### Nazionale
- Algarve Cup: 1

2017

#### Individuale
- Capocannoniere del campionato spagnolo: 4

Barcellona: 2011-2012 (38 gol), 2012-2013 (27 gol), 2013-2014 (28 gol), 2014-2015 (22 gol)

### Allenatrice
- Campionato d'Europa under 19: 2

2023, 2024